# Rastislav Káčer
Rastislav Káčer (ur. 9 lipca 1965 w m. Nová Baňa) – słowacki dyplomata i chemik, ambasador w Stanach Zjednoczonych, na Węgrzech i w Czechach, w latach 2022–2023 minister spraw zagranicznych i europejskich.

## Życiorys
Ukończył szkołę średnią w Nitrze (1983) oraz studia z chemii organicznej na Słowackim Uniwersytecie Technicznym w Bratysławie (1989). W 1995 został absolwentem instytutu stosunków międzynarodowych na Uniwersytecie Komeńskiego w Bratysławie. Pracował m.in. w instytucie zootechniki w Nitrze, od pierwszej połowy lat 90. zawodowo związany z dyplomacją. Był dyrektorem wydziału analiz i planowania oraz dyrektorem generalnym sekcji organizacji międzynarodowych i polityki bezpieczeństwa. W latach 2001–2003 pełnił funkcję sekretarza stanu w ministerstwie obrony. Następnie do 2008 zajmował stanowisko ambasadora Słowacji w USA. Później kierował firmą doradczą Fipra, był też prezesem think tanku Globsec. W latach 2013–2018 pełnił funkcję ambasadora na Węgrzech, potem ponownie związany z sektorem prywatnym jako właściciel przedsiębiorstwa konsultingowego RK Strategies. W 2020 został ambasadorem w Czechach, stanowisko to zajmował do 2022.
We wrześniu 2022 objął urząd ministra spraw zagranicznych i europejskich w rządzie Eduarda Hegera. W marcu 2023 wraz z premierem i kilkoma innymi członkami rządu przystąpił do ugrupowania Demokraci. W maju 2023 podał się do dymisji z funkcji ministra, zakończył urzędowanie wraz z całym gabinetem w tym samym miesiącu.